# Левка
Вижте пояснителната страница за други значения на Левка.
Левка е село в Южна България. То се намира в община Свиленград, област Хасково.

## География
В южните разклонения на Сакар планина, в малка затворена долина на река Левка, се намира село със същото звучно име. То отстои на 12 км североизточно от Свиленград и на около 25 км северозападно от Одрин. На север Левка граничи с местността „Ташлъка“, на юг с местността „Стара Левка“, на запад с „Таштепе“ и на изток с „Боаза“.
Климатът в района е преходно средиземноморски, температурата през зимата не е така рязка благодарение на селската река, която отваря пътя на топъл въздух откъм юг. Лятото е сухо и горещо, а валежите през пролетта са слаби. В замяна на това, валежите през зимата са обилни и на големи преспи изпълват доловете и ниските места. Река Левка е малка и събира водите си от малки рекички, извиращи от землищата на селата Костур и Лисово.
Селището има голямо и богато землище. На запад то започва от пътя до Младиновските каръчи, оттам по-голямото дере до местността „Кюптепе“, продължава покрай Пъстрогорската кория, през въртоля Момчи, западно от „Алтън Тепе“. На юг минава по дерето Батъклъка до Левчанската река и направо на изток по дерето „Кертилия“. Левка е много китно селце.

## История
Античното и средновековното наименование на крепостта и старото селище е било Левка (на гръцки: ή Λευκάς в им. падеж, ж. род) и така е засвидетелствана в писмените извори.

### Античност и Средновековие
Античната и средновековна крепост Стара Левка се намира на един полуостров на малката Левченска река, непосредствено източно на 0.96 км по права линия от село Левка. Този полуостров, стръмен от всички страни и окичен със скали е най-висок в източната си част, където е била издигната самата крепост. Полуострова е дълъг 800 м и широк около 300 м (или 240 дка) и е достъпен само от към запад. Крепостта има размери 50 х 70 м (или 3,5 дка). Един здрав зид, граден от ломен камък, споен с бял хоросан се спуска от крепостта, право на север към реката.
Селището заема голямо пространство на запад от крепостта, на разстояние от няколкостотин метра. По средата личат останки от отделни постройки. Най-много фрагменти от глинени съдове има в близост до крепостта – предимно тънкостенна, средновековна керамика, често покрита с разноцветни глазури, характерна за XI-XIV в., но тук има и късове от ранносредновековни съдове от IX-XI в., и антична керамика от римската епоха (II-III в). Крепостта и селището не са проучвани чрез археологически разкопки.
Вероятно това е бил един от най-значителните средновековни градове в южното подножие на Сакар. За това говорят площта на града, с многобройни основи на сгради и големия християнски некропол. Останките от крепост и селище край с. Левка (левка – топола, гръцки) се идентифицират със средновековния архиепископски център Левка. К. Шкорпил предполага, че при с. Левка, Свиленградско може да бъде средновековния архиепископски град, а това се приема и от проф. В. Бешевлиев. При установяване на църковната организация в Източната римска империя към IV – VI в. сл. Хр., градчето е център на архиепископия, която не е подчинена на митрополия, ами е пряко подчинена на константинополския патриарх. То запазва своя статут и продължава да се споменава в епархийските списъци и през следващите векове, макар районът да запада в резултат на варварските нашествия и войните с България. Сведения за средновековната Левка намираме и в епархийските списъци от времето на Лъв V (886 – 912 г.). Най-старите известия за тази епископия от Списък 2 (Notitia 2) се датират от втората половина на IX в.
Селището не трябва да се бърка с руините на Левке (на гръцки: ό Λεύκης в им. падеж, м. род) при днешното с. Голямо Белово, където са останките на Беловската базилика. В епархийските списъци е споменат епархийски център Левке с различно изписване – този град оглавява Левкийската епархия, подчинена на Филипополската митрополия. В. Бешевлиев добавя, че и при Белово съществува манастирска развалина с подобно име. П. Мутафчиев не допуска, че в непосредствено съседство с Одрин, център на отделна митрополия са струпани няколко епископски седалища от митрополията на Пловдив, като поставя средновековната Левка при Голямо Белово.
Между йерарсите, които присъстват на цариградския събор в 879 г. е отбелязан и Симеон Левкийски, но не е ясно от коя от двете епархии е излъчен.

### Османски период и Освобождение
В миналото селото се е казвало Булгар Лефке (Българско Лефке или Българска Левка), за да се отличи от съседното по-малко село, населено с турци Тюрк Лефке (Турско Лефке или Турска Левка).
След Берлинския договор от 1879 г., селото остава в пределите на Османската империя. През 1903 г. в навечерието на Преображенското въстание, в селото действа местен революционен комитет, част от Одринския революционен окръг. Комитетът е ръководен от Христо Ангелов Алтъпармаков, Яни Иванов, Мануш Киряков, Ат. Киряков, Никола Вълков и др., според спомените на Димитър Катерински.
Преди 1912 г. и до Балканската война в селото има 180 къщи, от които всички са българи екзархисти, според проф. Любомир Милетич. Според по-нови изследвания, през 1912 г. имало 225 къщи българи екзархисти.
Българска Левка е присъединена към България с Цариградския договор от 1913 г. докато Турска Левка остава в границите на Османската империя. Така държавната граница е минавала между двете села. С българо-турската конвенция от 1915 г. Турска Левка заедно с още 15 села са присъединени към България, като селото остава обезлюдено и е присъединено административно към село Българска Левка (преименувано само на Левка), а по-късно е заличено.

## Културни и природни забележителности
- Съвсем близо до с. Левка личат останките от средновековната крепост Стара Левка и старото селище – на по-малко от 1 km източно от селото, на завой на Левченска река.

- Недалеч от селото се намира мегалитен паметник – долмен – находящ се близо до пътя от с. Левка за с. Студена, преди разклона за с. Мустрак.

## Редовни събития
Редовно събитие в селото е традиционният левчански панаир. Провежда се всяка година. Започва последната седмица на месец юли в петък и продължава до неделя.

## Известни личности
- Борислав Тончев Тонев – крупен земеделец, завършил ТУ-София, който внедрява иновативни технологии в левченското земеделие.
- Никола (Коле) Димитров (1878 – ?), български революционер от ВМОРО, четник на Петър Ангелов и на Никола Костов,[10] участник в Илинденско-Преображенското въстание в 1903 година в Одринско[11]
- полковник Пенчо Драганов Кирев, началник комуникационни информационни системи на военновъздушните войски на БА.
- Христо Иванов (1879 – ?), български революционер от ВМОРО, четник на Александър Кипров, участник в Илинденско-Преображенското въстание в 1903 година в Одринско[11]